# Roy Scheider
Roy Richard Scheider, född 10 november 1932 i Orange i New Jersey, död 10 februari 2008 i Little Rock i Arkansas, var en amerikansk skådespelare.

## Biografi
Roy Scheider gjorde professionell scendebut 1961 i en Broadwayuppsättning av Shakespeares pjäs Romeo och Julia. Därefter ägnade han sig åt klassisk teater i många år innan han slog sig in på filmens väg. Han blev populär genom filmen Hajen.

## Filmografi i urval
- 1970 – Kära lekar
- 1971 – French Connection – Lagens våldsamma män
- 1971 – Klute – en smart snut
- 1972 – Attentat
- 1975 – Hajen
- 1976 – Maratonmannen
- 1977 – Fruktans lön
- 1978 – Hajen 2
- 1979 – Showtime
- 1980 – Tyst som natten
- 1983 – Blue Thunder
- 1984 – 2010
- 1986 – Dödlig fälla
- 1989 – Listen to Me
- 1990 – Hjältarnas krig
- 1991 – Den nakna lunchen
- 1993 – Romeo Is Bleeding
- 1993–1995 – SeaQuest DSV (TV-serie) (48 avsnitt)
- 1997 – Regnmakaren
- 1998 – White Raven
- 1998 – Silver Wolf
- 2001 – Angels Don't Sleep Here
- 2004 – The Punisher
- 2008 – Iron Cross